# Maria Gabryś
Maria Ludwika Gabryś-Heyke (ur. 24 czerwca 1979 w Warszawie) – polska pianistka, doktor habilitowana sztuk muzycznych, profesor Uniwersytetu Muzycznego Fryderyka Chopina.

## Wykształcenie i praca naukowa
Pochodzi z rodziny muzyków. Naukę gry na fortepianie rozpoczęła w siódmym roku życia. Jest absolwentką Państwowego Liceum Muzycznego im. Zenona Brzewskiego oraz Akademii Muzycznej im. Fryderyka Chopina w Warszawie w klasie fortepianu prof. Teresy Manasterskiej (2002, dyplom z wyróżnieniem) i kameralistyki fortepianowej prof. Krystyny Makowskiej-Ławrynowicz. W 2007 ukończyła z wyróżnieniem Musikhochschule Luzern w Szwajcarii w klasie mistrzowskiej prof. Ivana Klànskiego. Naukę kontynuowała w Scholi Cantorum Basiliensis w zakresie gry na hammerklavier i pianoforte pod kierunkiem prof. Jespera Christensena.
Od 2005 związana jest pracą pedagogiczną z Uniwersytetem Muzycznym Fryderyka Chopina. W 2011 obroniła tam doktorat na podstawie rozprawy Analiza i interpretacja wybranych Sonat fortepianowych W.A. Mozarta w świetle retoryki jego oper (promotorka: Elżbieta Tarnawska). W 2015 habilitowała się na podstawie płyty Late piano works. Obecnie na UMFC jako profesor nadzwyczajna kieruje Międzywydziałowym Zakładem Fortepianu Ogólnego.

## Sukcesy
Stypendystka oraz tutorka Krajowego Funduszu na rzecz Dzieci.
Laureatka wielu konkursów, m.in.: międzynarodowych konkursów chopinowskich w Antoninie, Getyndze, Mariańskich Łaźniach, im. Ludwiga van Beethovena w Hradcu (1999) oraz im. Edwina Fischera w Lucernie (2007). Na XXVII Konkursie na Stypendia Artystyczne im. Fryderyka Chopina organizowanym przez Towarzystwo im. Fryderyka Chopina, pianistka została uhonorowana Nagrodą Specjalną im. prof. Jerzego Żurawlewa. W 2002 otrzymała tytuł „Laureata Estrady Młodych“ XXXVI Festiwalu Pianistyki Polskiej w Słupsku. W 2006 w Szwajcarii przyznano jej nagrodę „Mozart Preis“, w ramach której wzięła udział w wykonaniu wszystkich koncertów fortepianowych Wolfganga A. Mozarta z okazji 250. rocznicy urodzin kompozytora. Wraz z założonym przez siebie zespołem Lucerne Piano Trio, pracującym pod kierunkiem Guarneri Trio Prague, Maria Gabryś zdobyła II nagrodę i nagrodę specjalną za najlepsze wykonanie Tria Ludwiga van Beethovena na konkursie kameralnym im. Ludwiga van Beethovena w Hradcu oraz została laureatką konkursu „Orpheus“ w Zurychu.
Była wielokrotną stypendystką Towarzystwa im. Fryderyka Chopina, Międzynarodowej Fundacji im. Fryderyka Chopina, Prezydenta m.st. Warszawy, Ministra Kultury i Dziedzictwa Narodowego oraz Fundacji „Crescendum est Polonia“.
Prowadziła kursy mistrzowskie i seminaria w Polsce i za granicą m.in. w Daejeon, Pusan i w Lucernie. Była także jurorką konkursów w Mariańskich Łaźniach i Zurychu.